# Konstantine Lopouchanski
Konstantine Sergueïevitch Lopouchanski (en russe : Константин Сергеевич Лопушанский), né le 12 juin 1947  à Dnipropetrovsk, est un cinéaste russe (ex-soviétique), réalisateur notamment du film Lettres d'un homme mort, présenté à Cannes en 1987, et de La Symphonie russe en 1994.

## Biographie
Konstantin Sergueïevitch Lopouchanski naît en 1947. En 1970, il termine des études de violon au conservatoire de Kazan. De 1973 à 1975, il enseigne la musique, d'abord au conservatoire de Kazan, puis à celui de Léningrad, et il fait parallèlement une thèse d'histoire de l'art. En 1978, il obtient le diplôme des Cours supérieurs de formation des scénaristes et réalisateurs, sous la direction d'Emile Lotianou.
Il a été stagiaire d'Andreï Tarkovski pendant le tournage de Stalker.

## Prix et récompenses
- 1987 : Festival international du film de Moscou : prix du meilleur premier film pour Lettres d'un homme mort

## Thèmes de ses films
Ses films expriment son angoisse de l'apocalypse nucléaire, mais font également entrevoir un nouveau début du monde.

## Filmographie

### Réalisateur
- 1978 : Sliozy v vetrenouïou pogodou (Слёзы в ветреную погоду)
- 1980 : Solo (Соло) — court-métrage
- 1986 : Lettres d'un homme mort (Письма мёртвого человека, Pisma myortvogo cheloveka)
- 1989 : Le Visiteur du musée (Посетитель музея, Posetitel muzeya) (réalisateur et scénariste)
- 1994 : La Symphonie russe (ru) (Русская симфония, Russkaya simfoniya) (réalisateur et scénariste)
- 2001 : Fin de siècle (en) ( Конец века, Konets veka)
- 2006 : Les Vilains Petits Canards (Гадкие лебеди, Gadkie Iebedi)
- 2013 : Le Rôle (ru) (Роль)
- 2019 : À travers un verre noir (Сквозь чёрное стекло, Skvoz tchyornoe steklo)

### Scénariste
- 1978 : Sliozy v vetrenouïou pogodou (Слёзы в ветреную погоду)
- 1986 : Lettres d'un homme mort (Письма мёртвого человека, Pisma myortvogo cheloveka)
- 1989 : Le Visiteur du musée (Посетитель музея, Posetitel muzeya) (réalisateur et scénariste)
- 1994 : La Symphonie russe (ru) (Русская симфония, Russkaya simfoniya) (réalisateur et scénariste)
- 2001 : Fin de siècle (en) ( Конец века, Konets veka)
- 2006 : Les Vilains Petits Canards (Гадкие лебеди, Gadkie Iebedi)
- 2013 : Le Rôle (ru) (Роль)
- 2019 : À travers un verre noir (Сквозь чёрное стекло, Skvoz tchyornoe steklo)